# 2939 Coconino
Coconino (asteróide 2939) é um asteróide da cintura principal, a 2,0453286 UA. Possui uma excentricidade de 0,1620002 e um período orbital de 1 392,75 dias (3,81 anos).
Coconino tem uma velocidade orbital média de 19,06484036 km/s e uma inclinação de 3,95825º.
Este asteróide foi descoberto em 21 de Fevereiro de 1982 por Edward Bowell.